# Comando Sur (Alianza Lima)
El Comando Sur (estilizado como Comando Svr), oficialmente llamada Comando Sur, la Fiel y Leal #12, es la barra brava principal del Club Alianza Lima de Perú. Fundada el 4 de diciembre de 1972 bajo el nombre de BARRA SVR después posteriormente «Asociación Barra Aliancista», siendo rebautizada como «Comando Sur» el 24 de octubre de 1986. Se ubica tradicionalmente en la tribuna sur del Estadio Alejandro Villanueva.
Está conformada por jóvenes y adultos de diferentes estratos sociales, provenientes de diversos sectores de la ciudad de Lima y del interior del país. Se ubican en la tribuna sur del Estadio Alejandro Villanueva y en general, de todos los estadios en los que juega el equipo, incluidos los de provincias. Se dividen en numerosos grupos, de acuerdo a la zona de la ciudad a la que pertenecen. Es considerada como una de las barras más populares del Perú.
La Comando Sur tiene filiales en todo el país y también en diversas partes del mundo, las cuales asisten a los estadios cuando Alianza Lima disputa algún encuentro internacional, ya sea en la Copa Libertadores, en la Copa Sudamericana o encuentros amistosos. Las principales filiales internacionales se encuentran en  Estados Unidos, Argentina, Chile, España, Francia, Italia, Japón, Colombia y Uruguay.
Los principales rivales del Comando Sur son la Trinchera Norte (barra brava de Universitario) y el Extremo Celeste (barra brava del Sporting Cristal). También mantiene rivalidades menores con Juventud Rosada (Sport Boys), La Banda del Basurero (Deportivo Municipal), la Barra León del Sur (Melgar) y la Furia Roja (Cienciano).

## Historia

### Inicios
En 1972, fue fundada por un grupo de hinchas aliancistas liderados por Manuel Feijoo Silva. Los orígenes del Club Alianza Lima son conocidos por su humildad y popularidad en las clases bajas y la Asociación Barra Aliancista buscaba mantener esa identidad, por lo que los integrantes se consolidaron en la tribuna sur del Estadio Nacional porque era la más popular entre la gente obrera.

«Son tres los factores sociales y culturales que confluyeron en la formación de la identidad inicial del club Alianza Lima: el sentimiento comunitario de barrio, la cultura urbana de la plebe negra y mestiza y la pertenencia a la clase obrera»
Aldo Panfichi y Jorge Thieroldt.

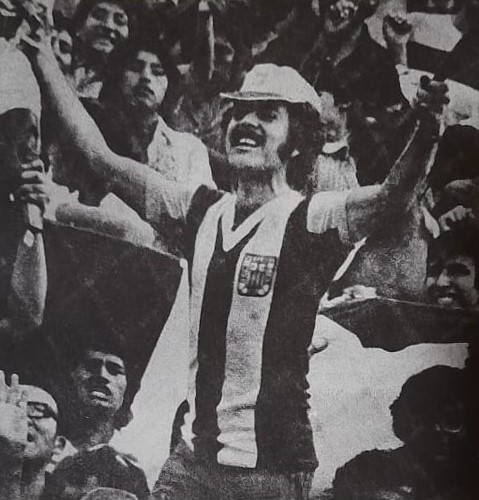
Manuel Feijoo Silva, «El Pionero», fundador de la Asociación Barra Aliancista en el Estadio Alianza Llima.

El año 1974 con la inauguración del estadio propio, en ese entonces llamado "Estadio Alianza Lima", el espectáculo y la organización se consolidó. Luego del bicampeonato de 1977 y 1978, se habían sumado tarolas, cencerros, tumbas timbales, que al ser tocados juntos y en forma armónica hacían que parezca una orquesta. Ante esto el ritmo del bombo sufrió un cambio radical pues sus cinco golpes secos y marciales fueron sustituidos por el ritmo afro-peruano de un cajón. Las canciones se hicieron rítmicas y variaban la letra de las canciones de autores reconocidos de la época, como por ejemplo, Palito Ortega.

«Porque naciste de un barrio humilde con alma de pueblo, porque llenaste de orgullo a tu hinchada con tu semillero, Alianza Lima naciste para ser campeón y a tu lado alentándote siempre estaré, es por eso y por muchas razones que tanto te quiero»
Asociación Barra Aliancista

### Desarrollo
Al inicio de la década de 1980, la barra aliancista, siendo en ese entonces la más radical, tuvo leves altercados con los hinchas de Universitario de Deportes. Inicialmente estos no eran enfrentamientos porque los hinchas cremas principalmente ubicados en el sector de la tribuna oriente no respondían las agresiones cada vez que los aliancistas los atacaban.

«El principal problema de los barristas de Universitario de Deportes ubicados en Oriente fue el constante hostigamiento que sufrían por parte de los barristas de Alianza Lima ubicados en la tribuna popular sur: robo de banderolas, sabotajes a sus coreografías y golpizas alrededor de los estadios».
Aldo Panfichi y Jorge Thieroldt.

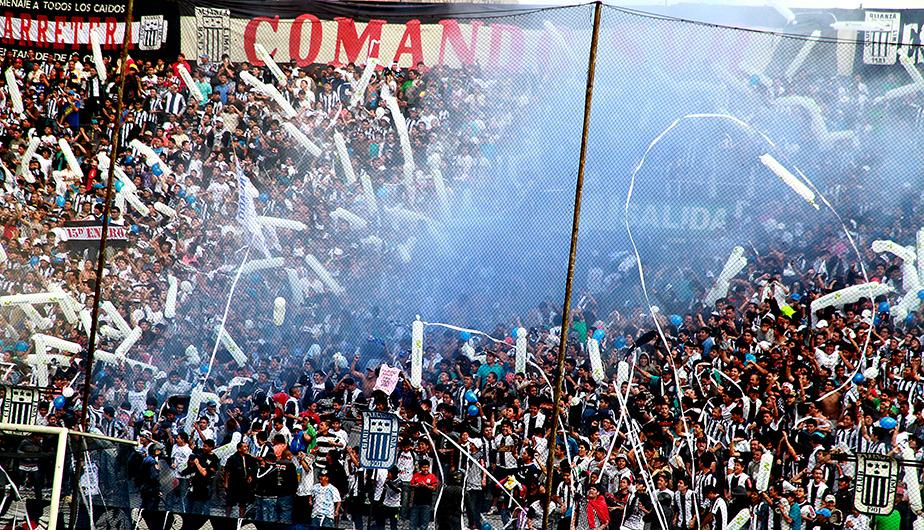
El Comando Sur en el Estadio Alejandro Villanueva antes de un partido contra León de Huánuco.

El 24 de octubre de 1986, ocho años después de su fundación, la barra decide cambiar de denominación a «Comando Sur», nombre que lleva hasta la actualidad. El principal éxito de los nuevos grupos fue el cambio de nombre de la barra, es así que “Los de Surco” se convirtieron en una especie de comando de guerra, encargado de realizar acciones de amedrentamiento contra barristas rivales. Siguiendo el ejemplo de la barra italiana del AC Milan denominada “Commandos Tigre”, se llevaron al estadio banderolas con el nombre de “Comando Sur”. Poco a poco ese nombre y ese estilo beligerante se impusieron en la tribuna.
En el año de 1988, la barra brava aliancista atacaría el Estadio Lolo Fernández luego de terminado un clásico en el Estadio Nacional, meses después se crearía la barra brava crema en norte para responder a las agresiones de las que eran víctimas hasta entonces. Desde ese momento comenzó la época de la violencia entre barras, que terminarían en grescas entre ambos bandos, en el contexto de la Época del terrorismo en Perú entre Sendero Luminoso, Movimiento Revolucionario Tupac Amaru y el Estado Peruano.

### Actualidad
En la actualidad la barra tiene dos grupos o facciones principales: «Los de Siempre», la facción original y quienes dirigen la barra en la actualidad y «Por el Cambio», el bando de oposición y quienes reclaman la dirección de la misma. Algunos enfrentamientos de estas facciones han ocurrido a las afuera del mismo Estadio Alejandro Villanueva durante los partidos del club

## Enfrentamientos con barras rivales

### Vandalización del Estadio Lolo Fernández en 1988
El miércoles 3 de agosto de 1988, después de un clásico, el Comando Sur vandalizó el Estadio Lolo Fernández en Breña y sus alrededores. Tanta fue la dimensión de esos ataques, que, en el noticiero nocturno, el periodista deportivo Emilio Lafferranderie «El Veco» llamó a la población a no salir de sus casas porque la barra aliancista había tomado la ciudad. Este hecho sería el primer acto de violencia de las barras que sucedía fuera del ámbito de un estadio para prolongarse a las calles, además aumentaría la incompatibilidad entre las hinchadas de Alianza Lima y de la U.

### Incendio del Estadio Lolo Fernández en 1990
El jueves 6 de junio del año 1990, otro de los hechos de violencia tendría nuevamente como escenario el estadio crema de la calle Odriozola. Alianza Lima jugó allí contra el Sport Boys. Cerca de mil personas pertenecientes a la barra marcharon desde La Victoria hasta el Cercado de Lima, una vez dentro colgaron sus banderas pero su intención ya estaba planeada. Era la primera vez que la barra de Alianza, desde su fundación, jugaba en el estadio de su clásico rival y habían decidido hacer algo para que nunca más los llevaran allí. De manera encubierta introdujeron gasolina y rosearon los tablones de la tribuna popular. Antes de que finalice el partido, se inicia la violencia y se ensañan contra las tribunas, los baños y todo lo rompible dentro del recinto estudiantil. Las llamas amenazaban incinerar la casa aledaña de la familia vecina Charún y es cuando el entonces presidente de la barra decide detener el incendio.

### Trofeos de «Guerra» fuera del Estadio Nacional en 2006
El domingo 17 de diciembre del año 2006, algunos integrantes de la Trinchera Norte llegaron a las afueras de la tribuna norte del Estadio Nacional del Perú y, mientras esperaban a los vigilantes para embarcar sus cosas dentro el estadio, fueron sorprendidos por doce integrantes del Comando Sur, quienes les quitaron cuatro bombos, dos tarolas, tres redoblantes, napoleones, murgueros, platillos y banderolas oficiales; logrando arrebatar la bandera «Trinchera U Norte» que estaba en la cajuela de algunos de los carros, mientras que otros barristas ya estaban ingresando las cosas sustraídas en un minivan, yéndose con dirección al barrio de Mendoza para guardar los «trofeos». Ese mismo día, una persona fue detenida por haber intentado robar el carro de los integrantes de esta organización.

## El Comando Sur en la cultura popular
En noviembre de 2014, con motivo de los 28 años de fundación del Comando Sur, el Club Alianza Lima y Nike lanzaron a la venta una camiseta especial en homenaje a la barra principal, que fue estrenada en el clásico partido contra Universitario.
El 4 de diciembre de 2014 se estrenó F-27, una película peruana dirigida por cineasta Willy Combe. Fue inspirada en el accidente aéreo del equipo de fútbol, cuerpo técnico y barristas del Alianza Lima ocurrido en 1987relatando las leyendas surgidas en torno a dicho acontecimiento. Fue protagonizado por los actores Karina Jordán, Óscar López Arias y Franco Cabrera.
El 15 de enero de 2015 se estrenó el documental Blanquiazul, el sentir de una nación realizada por director Luis Castro Serrano.  En este se resume historias reales de seguidores y barristas de la costa, sierra y selva del Perú. Las grabaciones concluyeron luego de 8 años de trabajo y lucha por lograr reunir los cerca de 100 mil dólares que costó su realización.